# Єспер Гансен (футболіст)
Єспер Гансен (дан. Jesper Hansen, нар. 31 березня 1985, Слангеруп) — данський футболіст, воротар клубу «Орхус».
Виступав, зокрема, за клуб «Норшелланн», а також національну збірну Данії.
Чемпіон Данії. Володар Кубка Данії.

## Клубна кар'єра
У дорослому футболі дебютував 2003 року виступами за команду «Норшелланн», у якій провів десять сезонів, взявши участь у 177 матчах чемпіонату. 
Згодом з 2005 по 2021 рік грав у складі команд «Елстюкке», «Евіан», «Бастія», «Люнгбю» та «Мідтьюлланд».
До складу клубу «Орхус» приєднався 2021 року. Станом на 29 листопада 2022 року відіграв за команду з Орхуса 48 матчів в національному чемпіонаті.

## Виступи за збірні
У 2001 році дебютував у складі юнацької збірної Данії (U-16), загалом на юнацькому рівні взяв участь у 17 іграх, пропустивши 5 голів.
У 2006 році залучався до складу молодіжної збірної Данії. На молодіжному рівні зіграв в одному офіційному матчі, пропустив 1 гол.
У 2012 році дебютував в офіційних матчах у складі національної збірної Данії.

## Титули і досягнення
- Чемпіон Данії (1):

«Мідтьюлланд»: 2017-2018
- Володар Кубка Данії (1):

«Мідтьюлланд»: 2018-2019